# Metropolitana di Torino
Die Metropolitana di Torino ist die U-Bahn der italienischen Stadt Turin sowie die erste fahrerlose U-Bahn des Landes. Sie basiert auf dem VAL-System und wurde zu den Olympischen Winterspielen 2006 eröffnet.

## Strecke
Die vollständig im Tunnel verlaufende Strecke ist zurzeit 15,1 km lang, führt vorerst vom Vorort Collegno bis direkt in die Innenstadt hinein und endet am Bahnhof Bengasi an der Südgrenze der Stadt. Die Strecke beginnt bei der Betriebswerkstatt auf dem Gelände des ehemaligen Flugplatzes von Collegno. Ein paar hundert Meter weiter befindet sich die westliche Endstation Fermi mit einer großen Park-and-ride-Anlage. Bei der nächsten Station Paradiso an der Stadtgrenze zu Turin wird der Corso Francia erreicht. Die U-Bahn folgt dieser mehrspurigen Ausfallstraße fast bis zum Stadtzentrum. Nach der Station Principi d’Acaja folgt eine enge 120°-Kurve und die Strecke erreicht die Station XVIII Dicembre unter dem Straßenzug Corso San Martino. Nach der Unterquerung des Bahnhofes Porta Susa, unter dem nach dessen Neubau auch ein neuer U-Bahnhof eröffnet wurde, schwenkt die Strecke unter den Corso Vittorio Emanuele II ein und führt zum Bahnhof Porta Nuova an der Piazza Carlo Felice. Von dort geht es über sieben Zwischenstationen zum aktuellen Endbahnhof Bengasi.

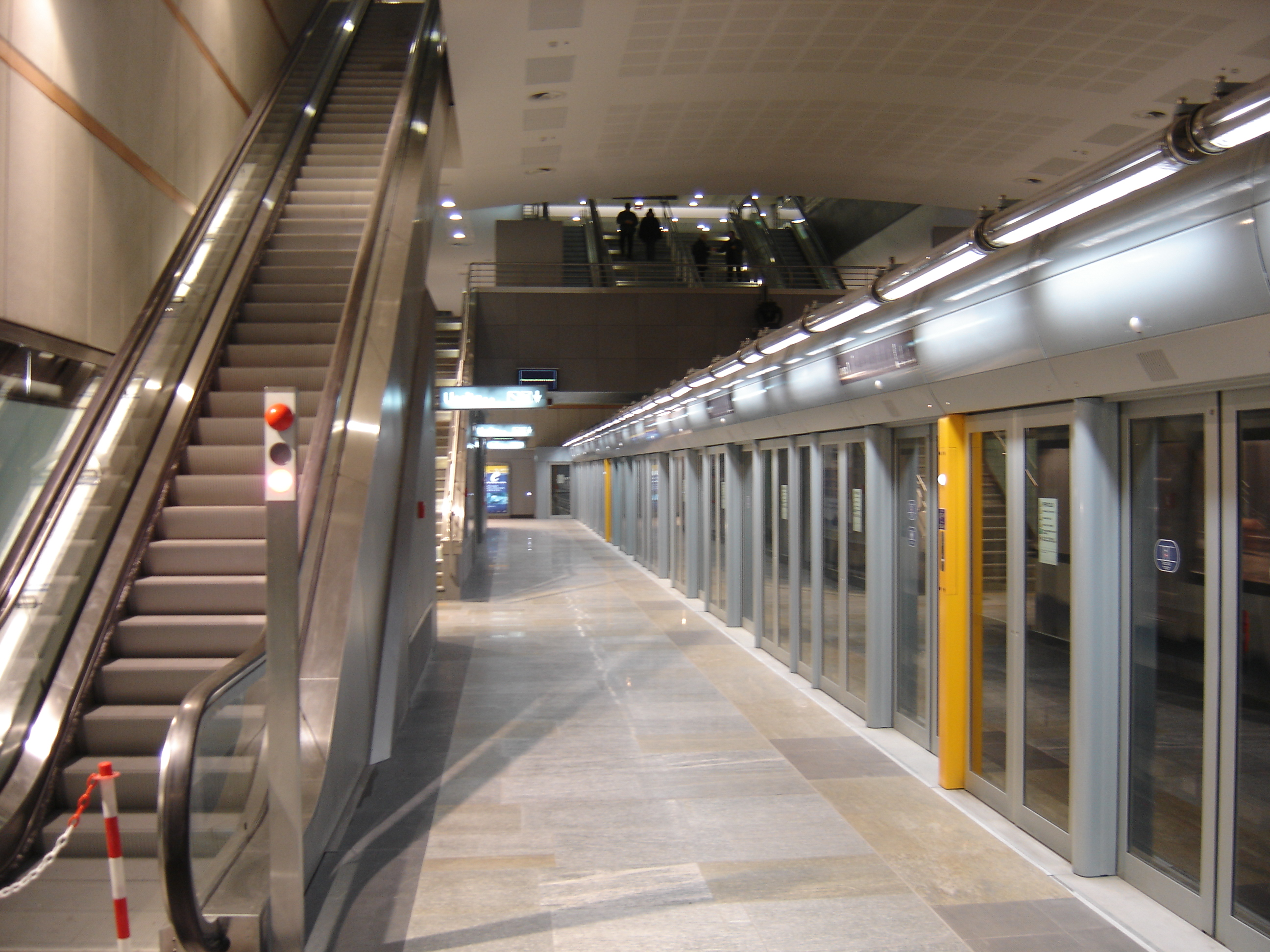
Station Fermi – auf der rechten Seite sind die Bahnsteigtüren zu sehen

Die Stationen, die durchschnittlich 16 m unter der Erdoberfläche liegen, sind in einem sehr einheitlichen Stil gehalten; jeder Bahnhof ist 60 Meter lang und 19 Meter breit. Nur die Stationen unter den Hauptbahnhöfen Porta Nuova und Porta Susa werden großzügiger ausgestaltet. Entworfen wurden die Stationen von Bernhard Kohn & Associés. Die künstlerischen Gestaltungselemente nehmen dabei Bezug auf die unmittelbare Umgebung, wie z. B. geschichtliche Ereignisse, Sehenswürdigkeiten oder Persönlichkeiten, nach denen die Stationen benannt sind. Ein wichtiges Merkmal sind die Glaswände mit Schiebetüren zwischen den Bahnsteigen und den Fahrspuren der Fahrzeuge. Durch den automatischen Betrieb werden die Züge zielgerecht eingefahren, so dass die Türen der Station und des Zuges synchron öffnen und schließen.
Während der Streckentunnel mit einem Durchmesser von 7,8 Metern von einer Tunnelbohrmaschine gegraben wurde, entstanden die Stationen in Deckelbauweise. Das heißt, dass zuerst durch spezielle Tiefbautechniken die Wände im Rohbau entstanden, auf die ein Deckel aufgesetzt wurde. Somit konnte die Straßenoberfläche relativ schnell wiederhergestellt werden, während der eigentliche Aushub und der Vollausbau erst unter dem bestehenden Deckel erfolgten.

## Technik und Betrieb

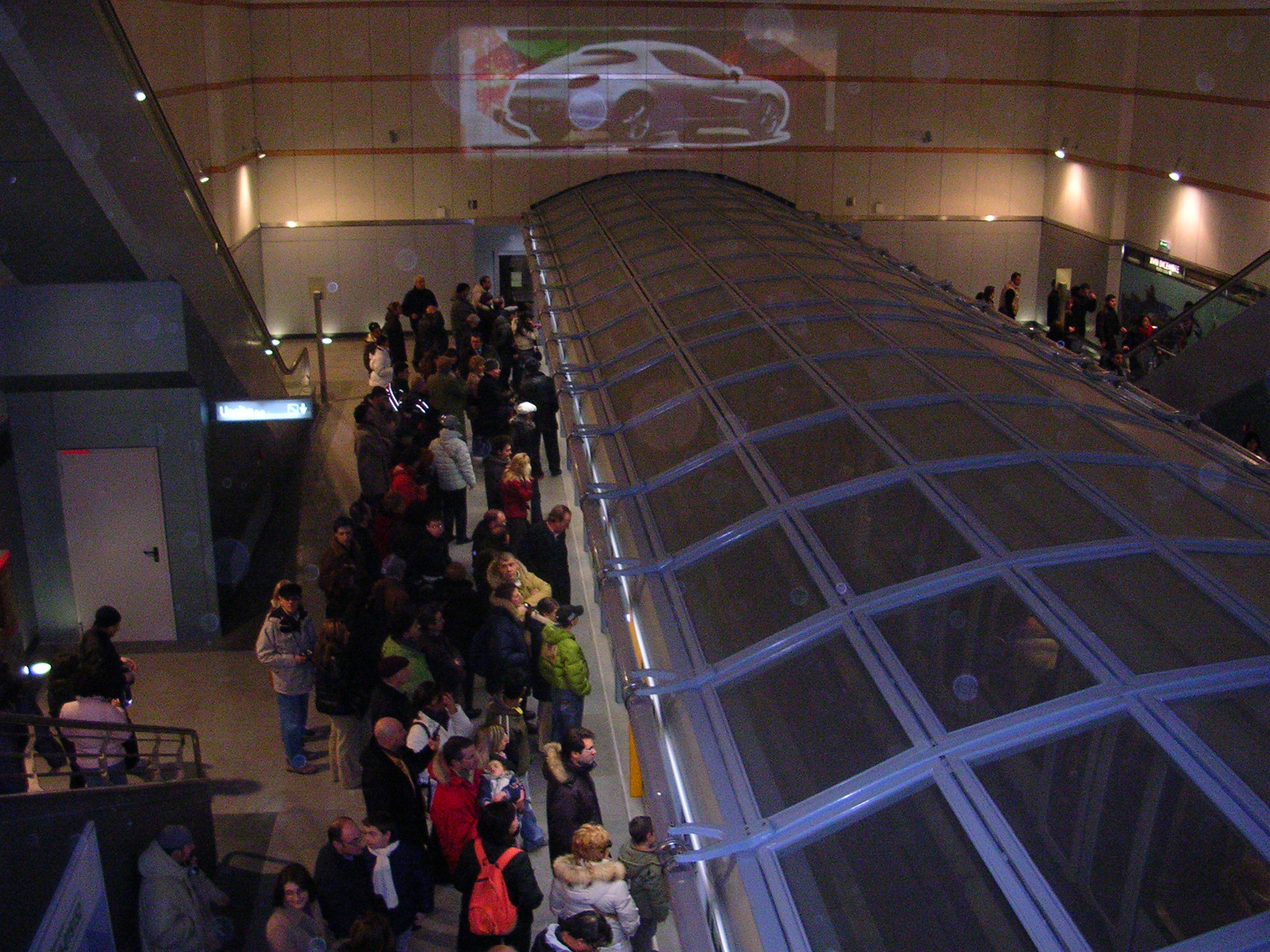
Die U-Bahn-Gleise sind in den Bahnhöfen komplett überdacht – so entsteht keine Zugluft in den Stationen

Technisch gesehen ist die Turiner Metro das genaue Pendant der Métro Lille, des ersten U-Bahn-Netzes, das das VAL-System verwendet. Alle Maße und Größen wurden 1:1 übernommen. Die Züge mit einer Gesamtlänge von 52 m sind aus zwei Zugeinheiten zusammengesetzt. Jede dieser Einheiten besteht aus zwei Einzelwagen, die 13 m lang, 2,08 m breit und 14 t schwer sind. Ein Zug fasst maximal 440 Personen.

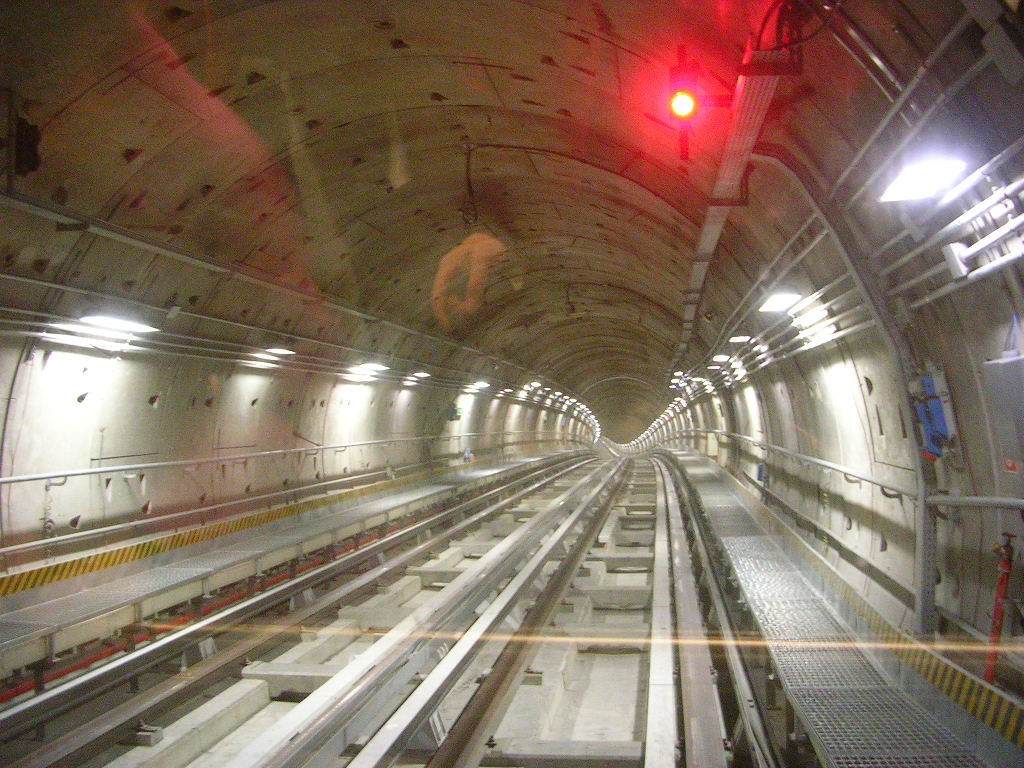
Die beleuchteten U-Bahn-Tunnel sind von den vordersten Sitzplätzen gut einzusehen

Die Wagen besitzen zwei Achsen mit jeweils zwei Gummirädern und vier horizontal dazu angeordneten Rädern mit Gummibereifung. Letztere üben Druck auf die Führungsschiene aus und führen somit den Wagen. Im Inneren der Gummiräder befindet sich jeweils ein weiterer Reifen, um bei Beschädigungen eine Verformung zu verhindern. So kann abgesichert werden, dass bei Zwischenfällen die Fahrzeuge mindestens bis zum nächsten Haltepunkt fahren können. Gesteuert werden die vollautomatisch verkehrenden, d. h. fahrerlosen, Züge zentral von der Betriebsleitstelle in der Betriebswerkstatt am westlichen Streckenende aus. Sowohl die Züge als auch die Automatisierungstechnik wurden von der Siemens AG geliefert.
Die Turiner Metro verkehrt tagsüber mit einem Intervall von vier bis sechs Minuten, in der Hauptverkehrszeit alle zwei Minuten. Betriebszeiten sind montags bis donnerstags zwischen 6 Uhr und 24 Uhr, freitags und samstags 6:00 Uhr bis 1:30 Uhr, sonntags 8 Uhr bis 24 Uhr.

## Geschichte

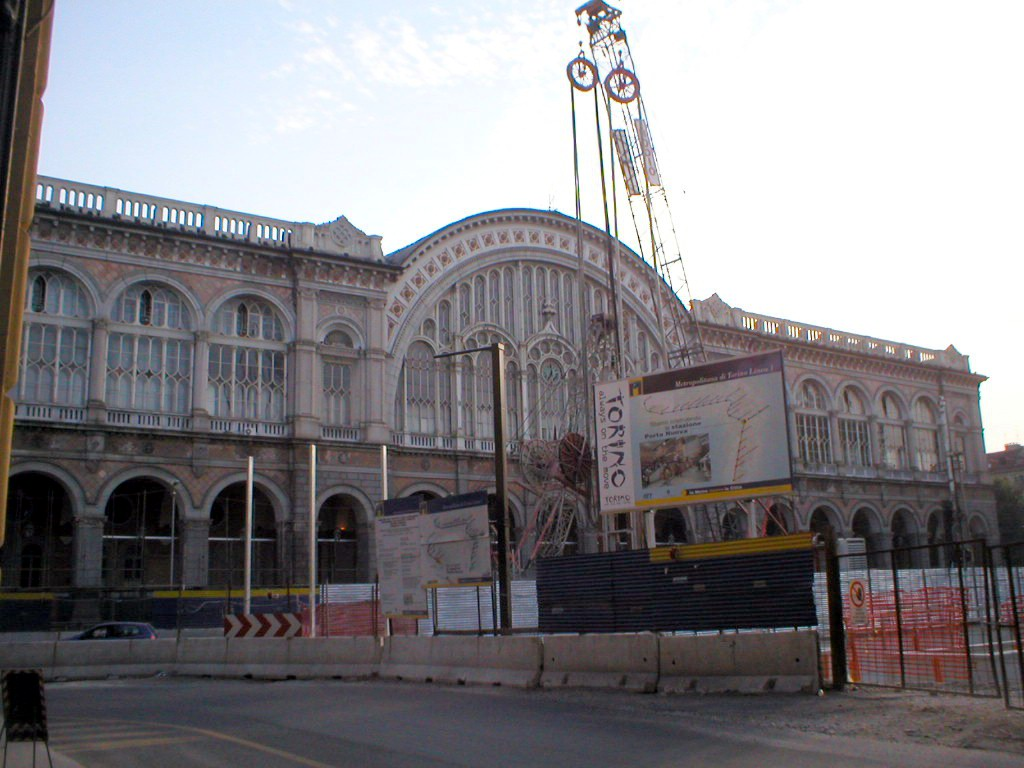
U-Bahn-Bauarbeiten beim Hauptbahnhof Porta Nuova

Im Jahr 1936 gab es erstmals Pläne für den Bau einer U-Bahn. In der Via Roma entstand versuchsweise ein Tunnel mit einer Länge von 300 m, doch das Projekt wurde fallengelassen. 1960 gab es Überlegungen, in der Innenstadt einen sieben Kilometer langen Tunnel zu bauen, in dem die Straßenbahn verkehren sollte; auch dieses Vorhaben wurde zu den Akten gelegt.
Der Grund, dass Turin es im Gegensatz zu Rom und Mailand lange Zeit nicht schaffte, den Bau einer U-Bahn durchzusetzen, lag vor allem daran, dass die notwendigen Gelder nicht durch ein Gesetz oder Fördermittel aufzubringen waren. Zwar wurde im November 1995 die Förderwürdigkeit der geplanten Strecke Fermi – Porta Nuova anerkannt, der Fördersatz des Staates von 35 % entsprach jedoch nicht den Erwartungen. Gleichwohl begannen 1998 die Detailplanungen. Schließlich wurde der Fördersatz im April 1999 auf 60 % aufgestockt.
Schließlich begannen die Bauarbeiten am 19. Dezember 2000 in Collegno, insgesamt kamen drei Tunnelbohrmaschinen zum Einsatz. Am 18. März 2005 war der Rohbau vollendet. Bereits vier Monate zuvor, nach der Lieferung des ersten Zuges am 10. November 2004, hatten auf einem kurzen Teilstück bei der Betriebswerkstatt erste Testfahrten stattgefunden. Die offizielle Eröffnung des ersten Teilstücks zwischen Fermi und XVIII Dicembre erfolgte am 4. Februar 2006, sechs Tage vor Beginn der Olympischen Winterspiele.
Der zweite Teil der ersten Phase des Metroausbaus konnte am 5. Oktober 2007 abgeschlossen werden. Mit der Eröffnung dreier weiterer Stationen (Vinzaglio, Re Umberto und Porta Nuova) wuchs die Streckenlänge auf 9,6 km; die Fahrt vom Bahnhof Fermi bis Porta Nuova dauert nun 15 Minuten. Gleichzeitig ließ die Turiner Stadtverwaltung einen U-Bahnhof unter dem Fern- und Regionalbahnhof Porta Susa vorbereiten, erst wenn dieser selbst rekonstruiert ist, soll auch die Metro dort halten.
Am 6. März 2011 ging die Verlängerung vom Bahnhof Porta Nuova zum Bahnhof Lingotto mit insgesamt sechs neuen U-Bahnhöfen in Betrieb. Die Streckenlänge wuchs auf 13,2 km. Die U-Bahn-Station am Bahnhof Porta Susa wurde am 9. September 2011 eröffnet.
Am 23. April 2021 wurde im Süden die 1,6 km lange Verlängerung von Lingotto bis nach Bengasi über die Zwischenstation Italia ´61 in Betrieb genommen. Die Strecke sollte Ende 2015 in Betrieb gehen.

## Ausbau und Planungen

### Verlängerung der Linie M1
Eine Verlängerung mit in Richtung Westen mit vier neuen Stationen ist derzeit in Bau. Die 3,4 km lange Strecke wird an der neuen Endstation Cascine Vica in der Nachbarstadt Rivoli an der Ringautobahn enden. In ferner Zukunft wird die M1 weiter westlich das Stadtzentrum von Rivoli erreichen.

### Die neue Linie M2

Verlauf der geplanten Linie 2

Im Oktober 2015 wurde durch die piemontesische Regierung außerdem ein Realisierungswettbewerb für den Bau der Linie M2 ausgeschrieben. Auf etwa 15 Kilometer soll sie die Stadt von Südwesten kommend in Richtung Norden durchfahren. Von den 22 Stationen wird eine Hauptbahnhof Porta Nuova sein, der so zu einem Umsteigebahnhof für beide Linien wird.